# Coriondi
 (juillet 2008).
Si vous disposez d'ouvrages ou d'articles de référence ou si vous connaissez des sites web de qualité traitant du thème abordé ici, merci de compléter l'article en donnant les références utiles à sa vérifiabilité et en les liant à la section « Notes et références ».

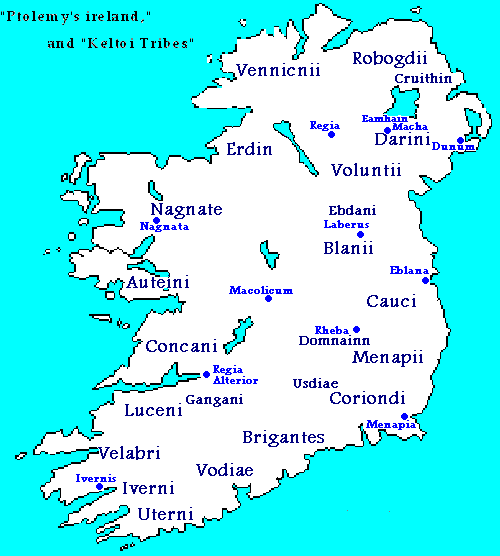
L'Irlande selon Ptolémée et ses peuples celtes.

Les Coriondi (en gaélique : Coraind et en grec : Κοριονδοί) étaient un peuple celte d'Irlande. Peuple cité par Ptolémée dans sa Géographie, ils vivaient dans la région du sud de l'actuel comté de Wexford.

## Origine du nom
Étymologiquement, le nom vient de corio- ("armée" ou "troupe de guerriers"), dérivé du proto-indo-européen kóryos ("armée", "gens d'armes"). On trouve ce radical dans des noms celtes gaulois et britanniques comme Coriosolites, Petrucorii et Corionototae.
Le nom de cette tribu du sud du Leinster serait peut-être issu des Corionototae qui auraient migré du nord de la Bretagne insulaire vers l'Irlande. Le nom des Coriondi en aurait alors dérivé.
Une autre origine pourrait être liée au nom de l'ancêtre mythique Cuirenn, qui serait issu de Inis Cuirennrige aujourd'hui dans le North Donegal.

## Population et héritage
La tribu reste mal connue, en particulier car le nom attribué par Ptolémée pourrait être faussé: il ne mentionne pas les Laighin, peuple dominant dans le Leinster à l'époque ptoléméenne. Il a toutefois été déduit que les Benntraige, un peuple du sud de l'Irlande d'avant la christianisation pourrait être des descendants des Coriondi.